# Шнеклюд, Фредерик
Фредерик Гийом Шнеклюд (фр. Frédéric Guillaume швед. Schneklüd; 1859, Париж — 1930) — французский виолончелист шведского происхождения, более всего известный благодаря его портрету, написанному Полем Гогеном, «Шнеклюд, который виолончелит» (фр. Schneklud celui qui violoncelui), как его называет Альфред Жарри в «Альманахе папаши Убю».
Окончил Парижскую консерваторию (1880), ученик Леона Жаккара. Играл в Оркестре Ламурё и различных камерных составах, в том числе в струнных квартетах Альбера Желозо. В составе квартета, в частности, впервые исполнил струнный квартет Эжена Изаи (1894). Был также первым исполнителем сонаты для виолончели и фортепиано Лео Люге (1891, с пианистом Полем Бро).